# Escape Game 2 : Le monde est un piège
Pour les articles homonymes, voir Escape Game (homonymie).
Série Escape Game
Escape Game
(2019)
Pour plus de détails, voir Fiche technique et Distribution.
Escape Game 2 : Le monde est un piège, ou Jeu d’évasion : Le Tournoi des champions au Québec, (Escape Room: Tournament of Champions) est un thriller psychologique américain réalisé par Adam Robitel et sorti en 2021.
Il s'agit d'une suite du film Escape Game, également réalisé par Robitel et sorti en 2019. Se déroulant juste après les événements du premier volet, le film suit Zoey (Taylor Russell) et Ben (Logan Miller) dans leurs quête pour faire tomber la société Minos Corporation. Néanmoins, ils se retrouvent embarqués dans un nouvel escape game mortel aux côtés d'autres survivants.
Prévu à l'origine pour une sortie en fin d'année 2020, avant d'être reporté à cause de la pandémie de Covid-19, il fait partie des productions ayant conservé une sortie uniquement dans les salles de cinéma malgré une industrie cinématographique toujours fortement affectée par la pandémie lors de sa sortie. Comme son prédécesseur, il reçoit un accueil critique divisé de la part de la presse américaine.
Une version longue et alternative du film, qui intègre de nouveaux personnages ainsi qu'une nouvelle intrigue et une fin différente, est sortie uniquement pour le marché vidéo.

## Synopsis
Après avoir survécu aux jeux mortels des escapes games dans l'épisode 1, Zoey qui consulte une thérapeute pour surmonter son traumatisme. Avec Ben, ils se rendent à New York.
Alors qu'ils explorent la ville, un marginal vole le collier de Zoey. Cette dernière se lance avec Ben à sa poursuite, mais le voleur les sème dans le métro en restant à quai tandis que Zoey et Ben se retrouvent coincés dans une rame au moment où les portes se ferment. Ils comprennent rapidement qu'il s'agit d'un piège de Minos et que les autres voyageurs du wagon sont comme eux des survivants des jeux mortels. Ils rencontrent ainsi Rachel, Brianna, Nathan et Theo.
Tandis que de l'électricité se propage sur les barres métalliques, ils doivent trouver une poignée pour accéder au tableau de bord, se protéger avec du caoutchouc, trouver des jetons et les introduire dans la machine du tableau de bord afin de s'échapper de la rame. Theo est électrocuté. Les autres arrivent à s'échapper de la rame et pénètrent dans une deuxième salle.
Il s'agit d'une banque. Pour sortir de la salle, il faut franchir un chemin de dalles, certaines étant piégées : si on pose le pied dessus, un système de lasers tranchants se déclenche. Les protagonistes ont 10 minutes pour trouver la solution .
Ils parviennent ensuite à une troisième salle qui est un décor de plage. Ils doivent trouver une ancre, puis ouvrir une cabane du pêcheur, et ensuite trouver une prise. Alors que Nathan est pris mortellement dans les sables mouvants, Ben tombe dans les sables mouvants. Rachel, Brianna et Zoey arrivent à s'échapper.
Dans la quatrième salle, les trois filles restantes se retrouvent dans une rue new yorkaise, avec une épicerie, une cabine téléphonique, un taxi, des panneaux de signalisation, etc. Un compte à rebours est affiché sur des feux tricolores. Quand il arrive à zéro, une pluie d'acide tombe du ciel. Les trois filles doivent trouver la clef de l'épicerie et -une fois dans l'épicerie- comprendre grâce à un indice comment décadenasser le téléphone public dont la sonnerie retentit. Elles y parviennent mais seule Zoey arrive à monter dans le taxi qui mène à la sortie. Rachel et Brianna meurent aspergées d'acide.
La dernière salle est une chambre d'enfant. Zoey y retrouve Amanda Harper que l'on croyait morte dans le premier opus. Elle a en réalité à sa chute : son décès a été simulé et elle a été forcée de concevoir des jeux mortels, son enfant Sonya étant retenue en otage. Elle explique à Zoey qu'elle aussi va être contrainte de travailler pour Minos et de concevoir des jeux. Zoey s'insurge mais un pas de mur révèle une vitre blindée derrière laquelle Ben est emprisonné. Il s'agit d'une pièce hermétique qui se remplit rapidement d'eau. Zoey et Amanda sauvent Ben en utilisant du propane. Tous trois arrivent à s'échapper.
Les membres de Minos sont arrêtés par la police de New York et le FBI. Les corps de Rachel, Brianna, Nathan et Theo sont retrouvés et envoyés à la morgue. Un agent du FBI remet à Zoey le collier qui lui avait été dérobé par le marginal.
Dans la scène finale, Zoey et Ben sont dans l'avion, soulagés et heureux de savoir le système monté par Minos enfin démantelé. Mais quand Zoey reconnait sa thérapeute parmi les passagers, elle comprend que l'avion est piégé et qu'il est un élément de l'escape game de Minos.

## Fiche technique
Sauf indication contraire, les informations mentionnées dans cette section peuvent être confirmées par la base de données cinématographiques IMDb,  présente dans la section « Liens externes ».
- Titre original : Escape Room: Tournament of Champions
- Titre français : Escape Game 2 : Le monde est un piège
  - Titre français en vidéo : Escape Game 2 : Gagner n'était que le début
- Titre québécois : Jeu d’évasion : Le Tournoi des champions
- Réalisation : Adam Robitel
- Scénario : Will Honley, Maria Melnik, Daniel Tuch et Oren Uziel, d'après une histoire de Christine Lavaf et Fritz Bohm et les personnages de Bragi F. Schut
- Musique : Brian Tyler et John Carey
- Direction artistique : Cecelia van Straaten
- Décors : Edward Thomas
- Photographie : Marc Spicer
- Montage : Steve Mirkovich et Peter Pav
- Production : Neal H. Moritz
  - Production déléguée : Karina Rahardja, Adam Robitel et Philip Waley
- Sociétés de production : Columbia Pictures et Original Film
- Société de distribution : Sony Pictures Entertainment
- Budget : 15 millions de dollars[3]
- Pays d'origine :  États-Unis
- Langue originale : anglais
- Format : Couleur — 2.39:1 — son Dolby Atmos
- Genre : Thriller psychologique
- Durée : 88 minutes (version cinéma) / 95 minutes (version longue)
- Dates de sortie au cinéma :
  - Australie : 1er juillet 2021
  - États-Unis et Québec : 16 juillet 2021
  - France : 11 août 2021
- Date de sortie en DVD : 15 décembre 2021
- Classification :
  - États-Unis : PG-13 (Déconseillé aux moins de 13 ans, accord parental recommandé)
  - France : Tous publics

## Distribution
- Taylor Russell (VF : Cerise Calixte ; VQ : Marilou Martineau) : Zoey Davis
- Logan Miller (VF : Julien Crampon ; VQ : Nicholas Savard L'Herbier) : Ben Miller
- Holland Roden (VF : Fily Keita ; VQ : Julie Beauchemin) : Rachel Ellis
- Indya Moore (VF : Déborah Claude ; VQ : Marie-Evelyne Lessard) : Brianna Collier
- Thomas Cocquerel (en) (VF : Baptiste Caillaud ; VQ : Frédéric Millaire-Zouvi) : Nathan
- Carlito Olivero (en) (VF : Adrien Larmande ; VQ : Alexandre Bacon) : Theo
- Matt Esof : le voleur

Version cinéma uniquement
- Deborah Ann Woll (VF : Noémie Orphelin ; VQ : Laurence Dauphinais) : Amanda Harper
- Lucy Newman-Williams (VF : Anne Rondeleux ; VQ : Julie Burroughs) : la thérapeute
- Scott Coker (VF : Xavier Béjà ; VQ : Benoit Éthier) : l'agent du FBI

Version longue uniquement
- Isabelle Fuhrman (VF : Laetitia Coryn) : Claire
- James Frain (VF : Jérôme Keen) : Henry
- Tanya van Graan (en) : Sonya

## Production

### Développement
En février 2019, Sony Pictures Entertainment lance le développement d'une suite au film Escape Game avec le retour d'Adam Robitel à la réalisation et de Neal H. Moritz à la production. Le scénariste Bragi F. Schut est également annoncé mais ne figure finalement pas sur le projet lors de sa sortie.
Dans une interview avec Bloody Disgusting en avril 2019, Robitel dévoile que l'une des difficultés de ce second volet était de réfléchir à de nouveaux escape games capables de surpasser ceux du premier volet. Lors de la production du premier film, le réalisateur avait modifié la scène finale afin d'introduire cette suite : durant cette scène, on peut voir les équipes de Minos en train de développer un escape game dans un avion. Le but de cette scène était de montrer le pouvoir de la société afin d'approfondir cet aspect du scénario dans Le monde est un piège.

### Distribution des rôles
Lors de l'annonce du développement du film, les retours de Taylor Russell et Logan Miller sont confirmés. L'actrice Isabelle Fuhrman est également annoncée dans le rôle de Claire. Néanmoins, Fuhrman n'apparait finalement pas dans la version cinéma du film, uniquement dans sa version longue, sortie en vidéo.
Plus tard dans le mois, Holland Roden, Thomas Cocquerel (en), Indya Moore et Carlito Olivero (en) rejoignent la distribution du film.

## Sortie
La sortie américaine du film était prévue à l'origine pour le 17 avril 2020 avant d'être déplacée au 30 décembre 2020. Quand l'industrie cinématographique est touchée par la pandémie de Covid-19, la sortie du film n'est, dans un premier temps, pas affectée. En mai 2020, Sony Pictures Entertainment décale de quelques jours la sortie au 1er janvier 2021 à la suite de réajustement de planning. En janvier 2021, le film est reporté au 7 janvier 2022 avant d'être finalement avancé au 16 juillet 2021, sa date définitive.
En mai 2021, Adam Robitel est interrogé sur la possibilité de sortir le film à la fois au cinéma et en vidéo à la demande en réponse à la pandémie. Le réalisateur confirme que le film conservera une exploitation classique dans les salles de cinéma, jugeant qu'il s'agit du meilleur moyen de découvrir le film.

## Version longue alternative
Une version longue du film, qui dure 7 minutes de plus, a été éditée lors de sa sortie en vidéo. Il s'agit d'une version alternative du film avec une fin différente. Le personnage d'Amanda, interprété par Deborah Ann Woll, n'apparaît pas dans cette version du film et est donc toujours considérée comme morte à la suite des événements du premier volet.
Cette nouvelle version introduit trois nouveaux personnages, dont notamment le maître du jeu, Henry, interprété par James Frain.
La majeure partie du film est similaire à la version cinéma. Seules l'introduction et l'épilogue diffèrent :
- Au début de la version longue, un prologue se passant en 2003 montre Sonya, l'épouse du maître du jeu, interprétée par Tanya van Graan (en), qui entre dans son bureau et lui annonce qu'elle souhaite le quitter et prendre leur fille, Claire (jouée par Isabelle Fuhrman), ne pouvant plus supporter "cette violence". Elle meurt peu après en se retrouvant piégée dans leur sauna transformé en escape game.

- La scène du faux crash d'avion qui terminait le film précédent est ici reprise et expliquée comme un nouveau "jeu" afin de se débarrasser de Zoey, trop dangereuse pour Minos. Elle introduit également Claire, la fille de Henry, adulte, séquestrée par son père dans une cellule transparente d'où elle est forcée de travailler à la conception de salles pour son père.

- La séance de thérapie suivie par Zoey de la version cinéma, qui l'incitait à finir sa quête envers Minos et qui lui revient en mémoire dans l'épilogue est absente de la version longue. Une scène de phobie au moment d'entrer dans un vol pour New-York la remplace pour expliquer le voyage en voiture de Zoey et Ben.

À partir de là, le film est identique dans les deux versions. Les divergences suivantes ne surviennent qu'après la scène de la pluie d'acide :
- Dans la version cinéma, Zoey est emmenée dans une nouvelle pièce où elle découvre que Amanda est en vie et qu'elle travaille maintenant pour Minos. Lesquels ont séquestrés sa fille - Sonya - pour la forcer à créer le jeu et recruter Zoey. Celle-ci refuse, sauve Ben et Amanda puis tous 3 dénoncent Minos à la police et le FBI pour les arrêter, avant que Zoey ose repartir en avion avec Ben dans ce qui s'avère être le dernier jeu. Le film se termine sur la déduction de Zoey, la chute de pression dans l'habitacle et la menace du maître du jeu envers elle.

- Dans la version longue, à la suite d'un problème technique, Zoey se retrouve face à Claire et un homme nommé Ensler qui porte assitance. Cette dernière lui dévoile être enfermée par son père, qui l'oblige à développer des jeux contre son gré. Zoey décide d'aider Claire quand elle découvre qu'elle a sauvé Ben de la salle représentant une plage. Ce dernier est retrouvé par les hommes de Henry et envoyé dans la dernière salle, un sauna, où il doit résoudre un puzzle tandis que la température monte. Zoey aide Claire à s'échapper de sa prison en l'aidant à trouver le code. Une fois cela fait, Zoey se confronte à Henry qui avait blessé Ensler, une lutte s'engage entre Zoey et Henry, puis Ensler qui blesse Henry par projectile et alors Ensler avait bien porté assistance à Zoey. Claire utilise l'ordinateur de Henry pour stopper le jeu de Ben in extremis avant que Zoey n'aille le rejoindre. Ils sont saufs. La police et le FBI sont alertés et ils arrêtent les membres de Minos et alors que Ben va être hospitalisé. Il est dévoilé que Claire est en réalité l'antagoniste. Enfant, elle essayait d'être aussi méchante que possible pour voir si ses parents l'aimait réellement. Il est également révélé que c'est elle qui se cache derrière la mort de sa mère, souhaitant se venger de cette dernière qui lui avait dit qu'elle avait besoin d'aide. La conclusion du film suggère que Claire est désormais le maître du jeu, après avoir tué son père dans la chambre où il l'avait emprisonné toutes ces années.

## Accueil

### Critique
Aux États-Unis, le film divise la critique. Sur le site agrégateur de critiques Rotten Tomatoes, il obtient un score de 46 % de critiques positives, avec une note moyenne de 5,30/10 sur la base de 32 critiques positives et 37 négatives.
Sur un autre site agrégateur de critiques, Metacritic, le film obtient la note de 48/100 sur la base de 16 critiques collectées. Du côté des spectateurs, ceux interrogés par CinemaScore, un service de sondage reconnu par l'industrie cinématographique américaine, lui donnent la note de « B » sur une échelle allant de « A+ » à « F ». Pour le sondage PostTrak, 66 % des spectateurs lui donnent une critique positive et 44 % le recommandent.

### Box-office
| Pays ou région    | Box-office      | Date d'arrêt du box-office | Nombre de semaines |
| ----------------- | --------------- | -------------------------- | ------------------ |
| États-Unis Canada | 25 188 958 $    | 26 août 2021               | 6                  |
| France            | 233 835 entrées | 21 septembre 2021          | 6                  |
| Total mondial     | 51 788 958 $    | -                          | -                  |